# HMS Vidette (D48)
Le HMS Vidette (D48) est un destroyer de la classe Admiralty V construit pour la Royal Navy à la fin de la Première Guerre mondiale.
Commandé le 30 juin 1916 dans le cadre du programme d'urgence de 1916-1917, le destroyer est mis sur cale le 1er février 1917 par le chantier naval Stephens & Sons Limited de Linthouse, à Govan. Il est lancé le 28 février 1918 et mis en service le 27 avril 1918.

## Historique
Le Vidette sert dans la Grand Fleet jusqu'à la fin de la Première Guerre mondiale et est placé dans la réserve en 1923. Alternant entre service actif et réserve dans les années 1920 et 1930, le navire retrouve le combat en 1939 lors de la Seconde Guerre mondiale.
Au début de la guerre en septembre 1939, le Vidette est affecté à Gibraltar dans le cadre de la 13e flottille de destroyers. Il y sert pendant les trois premières années, effectuant des tâches d’escorte de convoi et des missions de surveillance maritime.
En juillet 1940, après la bataille de France, le Vidette rejoint la Force H pour l'opération Catapult. Le 3 juillet, il sert d'écran pour les navires britanniques pilonnant l'escadre française à Mers-el-Kebir. Trois jours plus tard, il revient avec Force H pour l'opération Lever, le naufrage du cuirassé Dunkerque. Début novembre, il participe à l'opération Collar, une mission de transport d'avions pour la garnison de Malte. Le 27 novembre, le Vidette est présent lors de la bataille du cap Teulada.
En janvier 1941, il s'embarque avec le convoi WS 5A jusqu'à Freetown, où il rejoint l'escorte locale de la West Africa Station. En octobre, il rejoint Gibraltar pour un réaménagement, avant de rejoindre le convoi HG 75 pour assister le HMS Cossack torpillé par le sous-marin allemand U-563. L'équipage a été sauvé, mais le navire a sombré lors de son remorquage vers Gibraltar.
En mai 1942, il retourne à Gibraltar pour participer aux opérations Bowery et LB, deux missions (Club Run) destinées à ravitailler Malte assiégé. En juin, il prend part à l'opération Harpoon avant de retourner en Grande-Bretagne en septembre pour une conversion en navire d'escorte à longue distance. Le Vidette rejoint ensuite le Western Approaches Command pour des opérations dans l'Atlantique Nord.
Après ses travaux, le Vidette est affectée au groupe d'escorte B-7 (B-7 EG), dirigé par le commander Peter Gretton. Après plusieurs transits sans incident, le Vidette et le B-7 EG ont pris part à plusieurs batailles cruciales. En mars 1943, le groupe participe aux combats autour du convoi HX 231 provoquant la perte de six navires et la destruction de trois sous-marins. À la fin d’avril, la bataille autour du convoi ONS 5 marque le naufrage de treize navires et six sous-marins détruits ; le Vidette est crédité de trois U-Boote coulés (U-125, U-630 et U-531 ; crédité plus tard à deux U-Boote détruits),. À la fin du mois de mai, la bataille du convoi SC 130 voit la destruction d'au moins trois U-Boote sans aucune perte.
Au cours de l'automne 1943, le B-7 sert de groupe de soutien renforçant plusieurs convois attaqués. Au cours de cette période, le Vidette participe à la destruction de deux autres sous-marins : les U-274 et U-282.
En mai 1944, le Vidette opère dans la Manche dans le cadre de l'opération Neptune, composante navale de la bataille de Normandie. En août, le destroyer participe à la destruction du U-413.
Avec la fin des hostilités en Europe, le Vidette est retiré du service en juin 1945 et vendu pour démolition en avril 1947.

## Décorations
Le Vidette a reçu cinq honneurs de bataille pour son service pendant la Seconde Guerre mondiale :
- Atlantique 1940-44
- Spartivento 1940
- Convois de Malte 1942
- Normandie 1944
- Manche 1944

## Succès
Lors de son service, le Vidette est crédité de la destruction de cinq Unterseeboote :
| Date            | U-Boot | Type    | Localisation                                 | Notes                                                                           |
| --------------- | ------ | ------- | -------------------------------------------- | ------------------------------------------------------------------------------- |
| 6 mai 1943      | U-630  | VIIC    | Nord-Est de Terre Neuve 52° 31′ N, 44° 50′ O | Coulé par des charges de profondeur (Vidette)                                   |
| 6 mai 1943      | U-531  | IX.C/40 | Nord-Est de Terre Neuve 52° 48′ N, 45° 18′ O | Coulé par des charges de profondeur (Vidette & Snowflake),                      |
| 23 octobre 1943 | U-274  | VIIC    | Sud-Ouest de l'Islande 57° 14′ N, 27° 50′ O  | Coulé par des charges de profondeur (Vidette, Liberator Z / 224 Sqdn & Duncan), |
| 29 octobre 1943 | U-282  | VIIC    | Sud du Groenland 55° 28′ N, 31° 57′ O        | Coulé par des charges de profondeur (Vidette & Sunflower (en)),                 |
| 20 août 1944    | U-413  | VIIC    | Manche 50° 21′ N, 0° 01′ O                   | Coulé par des charges de profondeur (Vidette & Forester),                       |